# حركة الضباط الأحرار (سوريا)
كانت حركة الضباط الأحرار، التي يطلق عليها أيضًا لواء الضباط الأحرار مجموعة سورية معارضة عملت خلال المرحلة المبكرة من الحرب الأهلية السورية في عام 2011. وتألفت المجموعة من ضباط وجنود منشقين عن القوات المسلحة السورية.
خلافا للجيش السوري الحر الذي يتزعمه العقيد رياض الأسعد، الذي له صلات بجماعة الإخوان المسلمين في سوريا، كانت حركة الضباط الأحرار مجموعة تميل إلى العلمانية. غير أن الحركة اندمجت في الجيش الحر في 23 سبتمبر 2011.

## التاريخ
تشكلت حركة الضباط الأحرار في 9 يونيو 2011 من قبل حسين هرموش، وهو مقدم انشق عن الجيش السوري. ساعد هو، مع 30 من الجنود المنشقين الآخرين، المعارضين والمدنيين الآخرين خلال عملية جسر الشغور في يونيو 2011 وساعدهم على الفرار إلى تركيا. وقد فر هو نفسه إلى تركيا أثناء العملية وعاش في مخيم للاجئين بالقرب من الحدود مع سوريا. ووفقًا لتقارير اتجه سرًا مرة أخرى إلى سوريا عدة مرات بين يونيو وأغسطس. وانضم العقيد رياض الأسعد أيضًا إلى حركة الضباط الأحرار في يوليو، قبل تشكيل الجيش السوري الحر. وفي 29 أغسطس 2011، اختفى هرموش أثناء وجوده في المخيم.
في 15 سبتمبر، ظهر على التلفزيون الحكومي السوري في مقابلة. وتراجع عن تصريحاته بشأن إطلاق قوات الأمن السوري النار على حشود من المحتجين واتهم الإخوان المسلمين بالتحريض على النزاع. غير أن الناشطين ادعوا أن التصريحات جاءت بعد التعذيب والتهديدات بينما كان العقيد هرموش رهن الاحتجاز من قبل الحكومة.
طالب العقيد رياض الأسعد في الجيش السوري الحر الحكومة السورية بإطلاق سراح هرموش وتسليمه إلى تركيا، وهدد «بالرد بقسوة من خلال العمليات العسكرية» خلاف ذلك. ونفى الأسعد أيضًا الادعاءات بأن المخابرات التركية ألقت القبض على هرموش وسلمته إلى المخابرات العسكرية السورية.
ثم احتجز هرموش في سجن صيدنايا. وذكرت تقارير متضاربة من منظمات حقوق الإنسان أن إدارة المخابرات الجوية قامت بإعدامه رميًا بالرصاص في يناير 2012 أو أنه ظل مسجونًا اعتبارًا من نوفمبر 2013. ووفقًا لتقرير المحتجزين السوريين لعام 2014 كان هرموش من بين أولئك الذين قتلوا في صيدنايا.
اندمجت حركة الضباط الأحرار في الجيش السوري الحر في 23 سبتمبر. في أواخر أكتوبر 2011، التحق الملازم أول خلدون سامي زين الدين، وهو أول ضابط درزي ينشق عن القوات المسلحة السورية، بلواء الضباط الأحرار.